# Ponta do Chão de Mangrade
Ponta do Chão de Mangrade (auch Ponta de Mangrade, Ponta Chão de Mangrade oder Ponta Oeste) ist ein Kap auf den Kapverdischen Inseln vor der Westküste Afrikas. Es markiert die Westspitze der Insel Santo Antão sowie den westlichsten Punkt Kap Verdes und des gesamten afrikanischen Kontinents.
Das Kap befindet sich fünf Kilometer nordwestlich der nächsten Ortschaft Monte Trigo mit 274 Einwohnern (2010) und etwa 31,5 km westlich des Hauptortes der Insel, Porto Novo. Es gehört zum Gebiet der Gemeinde Santo André. Es liegt am Ende einer ca. 250 m langen etwa halbrunden Halbinsel und befindet sich ca. 25 m weiter westlich als ein Punkt knapp unter einen Kilometer südlich. Die Küste ist felsig und steil, eventuell sind einige Felsen vorgelagert. Zum Kap führt ein Wanderweg. Etwa 2,4 km nordöstlich mündet der Bach Ribeira de Curral Velho.
Am Kap befindet sich der Leuchtturm Ponta de Mangrade. Er besteht aus einem drei Meter hohen weißen zylindrischen Betonturm mit solarbetriebenem rotem Licht. Seine Brennweite beträgt 112 m und seine Reichweite 13 Seemeilen bzw. 24 km; er sendet alle zehn Sekunden zwei weiße Lichtblitze. Fertiggestellt wurde er Ende des 19. Jahrhunderts, als der Schiffsverkehr nach Mindelo florierte. Er wird vom Direcção Geral de Marinha e Portos (DGMP) verwaltet.
Bis zum afrikanischen Festland sind es 876 km in westsüdwestlicher Richtung. Der östlichste Punkt des amerikanischen Festlandes liegt etwas mehr als 850 km westlicher als die Ponta do Chão de Mangrade, die östlichste Insel Südamerikas nur noch knapp über 300 km.